# 藍牙哈拉爾
哈拉爾一世，绰号藍牙，是10世紀的丹麥國王（約958年－985年或986年）及挪威國王。他是老戈姆和Thyra Dannebod的兒子。他与父亲均立有耶灵石，是丹麦著名文化遗产，视为是丹麦民族形成的象征。

## 生平

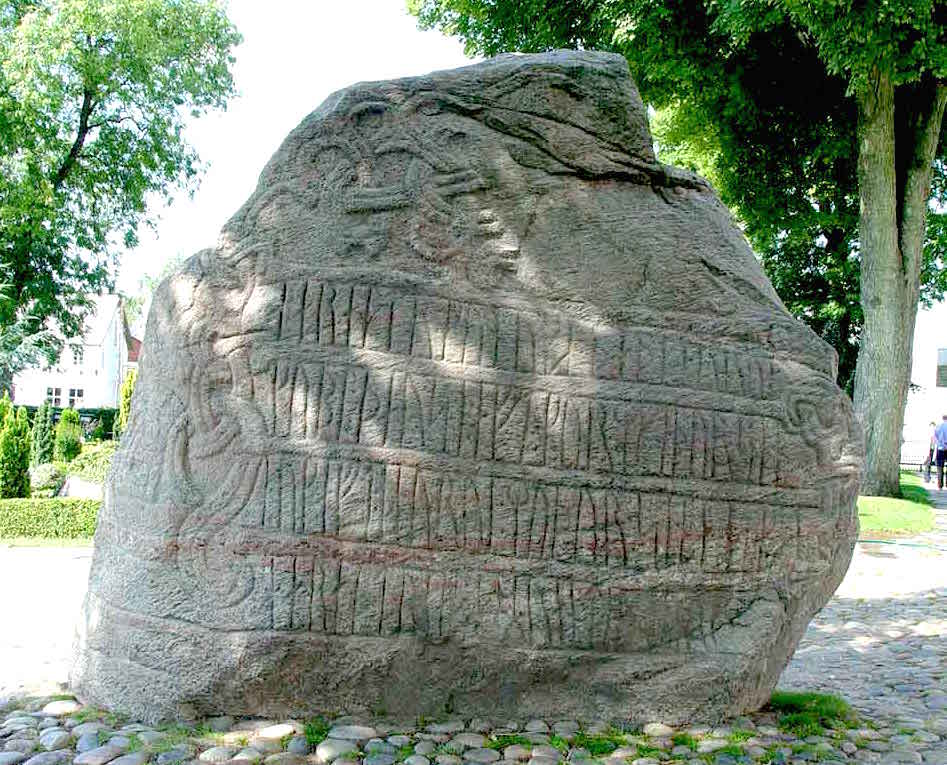
較大的耶靈石顯示有關藍牙哈拉爾的題字

945年及963年，援救諾曼第公爵無懼王理查一世，而他的兒子也征服桑比亞半島。
961年，他扶持前任挪威國王血斧王埃里克的三個兒子攻打他們的叔父、當時的挪威國王「好人」哈康一世，哈康一世雖然在一系列戰役中取得最終勝利，但也因在菲恰爾之戰所受的傷在不久後去世。血斧王埃里克之子「灰袍」哈拉爾二世成為國王，但是實際挪威已經掌握在藍牙哈拉爾手裡。
965年，統一了丹麥，鄂圖一世組建了一支由撒克遜人、法蘭克人、弗里斯人和溫德蘭人組成的強大軍隊，以對抗北歐異教徒丹麥人藍牙哈拉爾。
970年，哈拉爾誘騙哈拉爾二世來到丹麥並將他殺害，轉而支持稱為哈康伯爵的哈康·西居爾松為國王。
973年，奧託一世死後，哈拉爾進攻薩克森。
974年，奥托二世聯合德意志諸侯，在丹尼維爾克打敗藍牙哈拉爾。
980年，八字鬍斯韋恩代表古諾斯信仰起義反對他的父親並奪取了王位。
983年，奥托二世被撒拉森人擊敗時，奧博特人和忠於哈拉爾的軍隊將德意志邦國打的割地赔款
985年，哈拉爾德被八字鬍斯韋恩流放，大約於986年11月或987年去世。

## 皈依基督教
藍牙哈拉爾德的基督教化是一段有爭議的歷史，尤其是因為中世紀作家如科維的維杜金德和不來梅的亞當對它是如何發生的給出了相互矛盾的描述。
他改變了丹麥傳統以塚葬的形式，將父親改葬在塚旁的教堂內，並在塚的旁邊聳立耶靈石以記載此事，哈拉爾德贏得了整個丹麥和挪威的聲望，並使丹麥人開始皈依基督教，這一行為也解釋為面對從丹麥南部鄰國德意志人傳來的基督教習俗，對守護舊傳統的呼籲。雖然哈拉爾一世信奉基督教，但是他並沒有在丹麥及挪威境內特別推行基督教，他是以摧毀異教神廟聞名於北歐。
960年，哈拉爾一世與南面的神聖羅馬帝國皇帝鄂圖一世在戰鬥中失敗後，鄂圖一世強迫其皈依成為基督徒。

## Bluetooth的由来
因为Blåtand有一颗坏死的牙齿，而Blåtand是古诺斯语，在英语方面没有对应的词汇，所以直接译为Bluetooth，該詞給現代電信業者運用至無線通信技術「藍牙」，並以藍牙命名。

## 引用和注释
1. ↑  . Den store danske.   [3 November 2012]. （原始内容存档于20 September 2014）.
2. ↑  . Encyclopædia Britannica. 2008.[永久]
3. ↑  . Danevirke.   [2022-10-23]. （原始内容存档于2022-10-13）.
4. ↑  . Old Norse religion.   [2022-10-23]. （原始内容存档于2022-12-12）.
5. ↑  . Widukind of Corvey.   [2022-10-23]. （原始内容存档于2022-12-11）.
6. ↑  . Adam of Bremen.   [2022-10-23]. （原始内容存档于2022-06-02）.
7. ↑  . Heathen hof.   [2022-10-23]. （原始内容存档于2022-10-17）.
8. ↑  . Bluetooth® 技术网站.   [2021-02-01]. （原始内容存档于2021-05-04） （中文（中国大陆））.